# Енотера

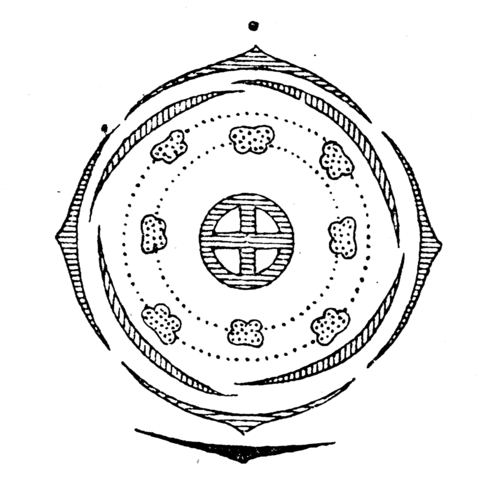
Діаграма квітки роду Енотера

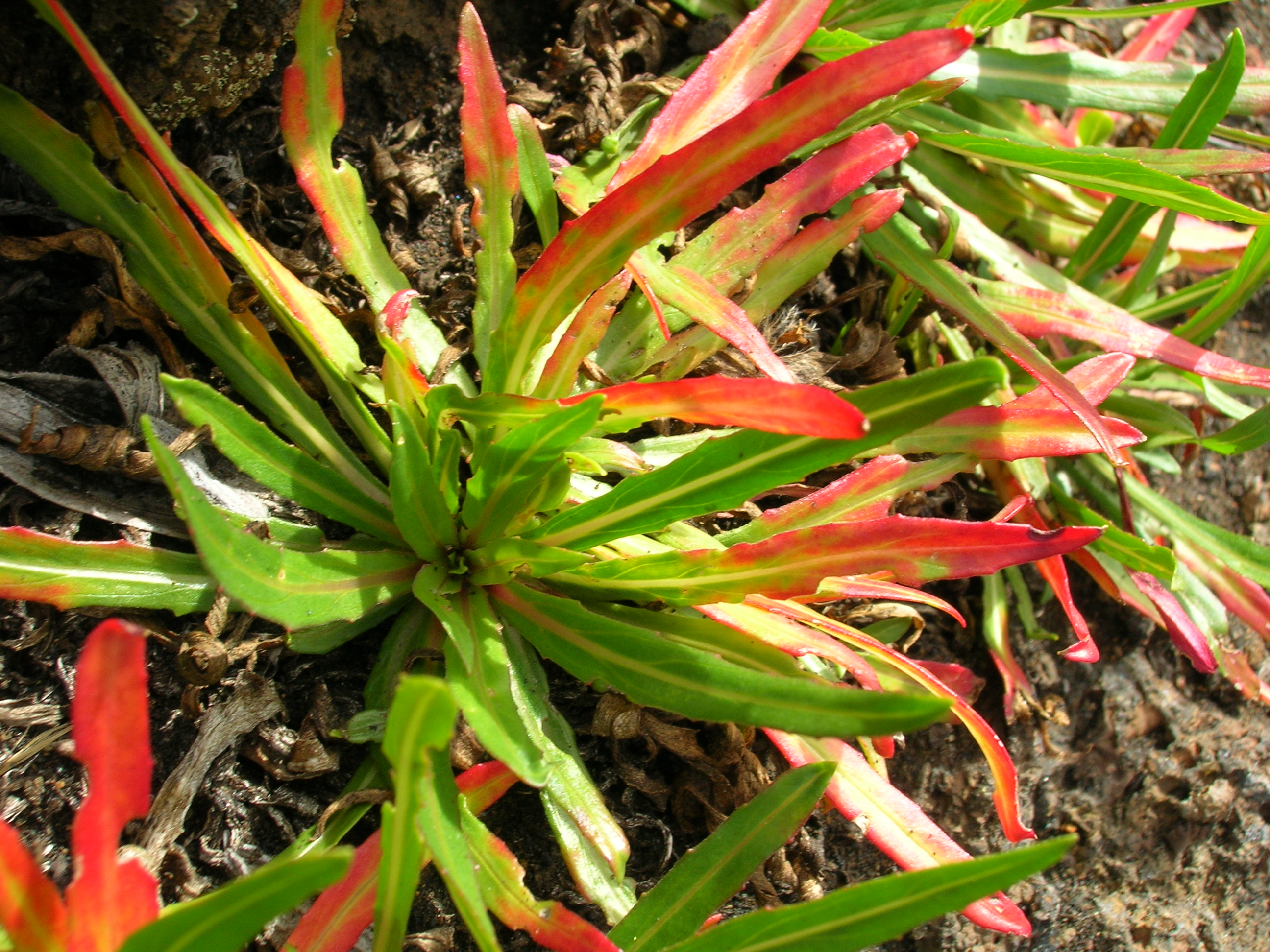
Oenothera stricta subsp. stricta

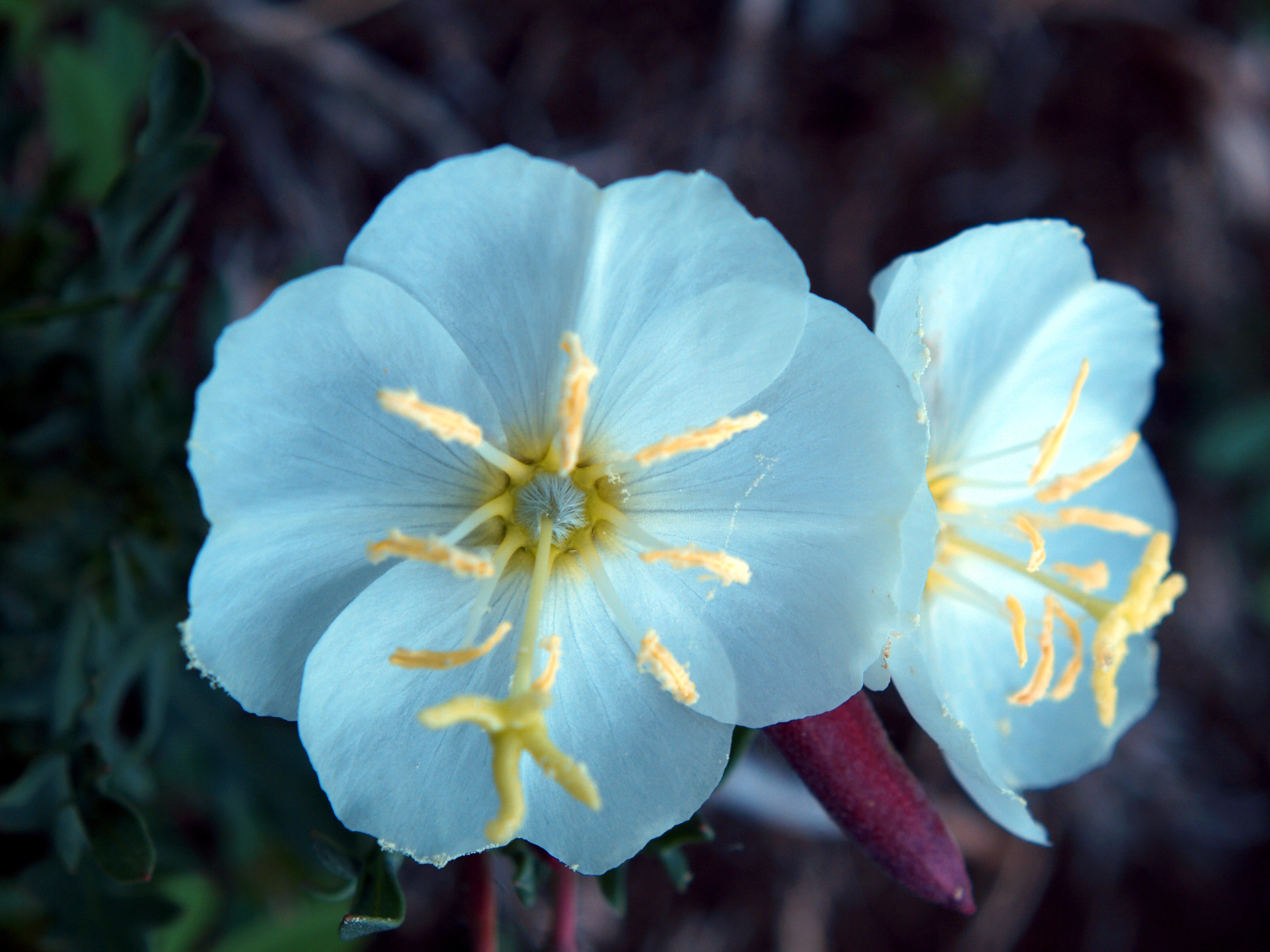
Oenothera albicaulis.

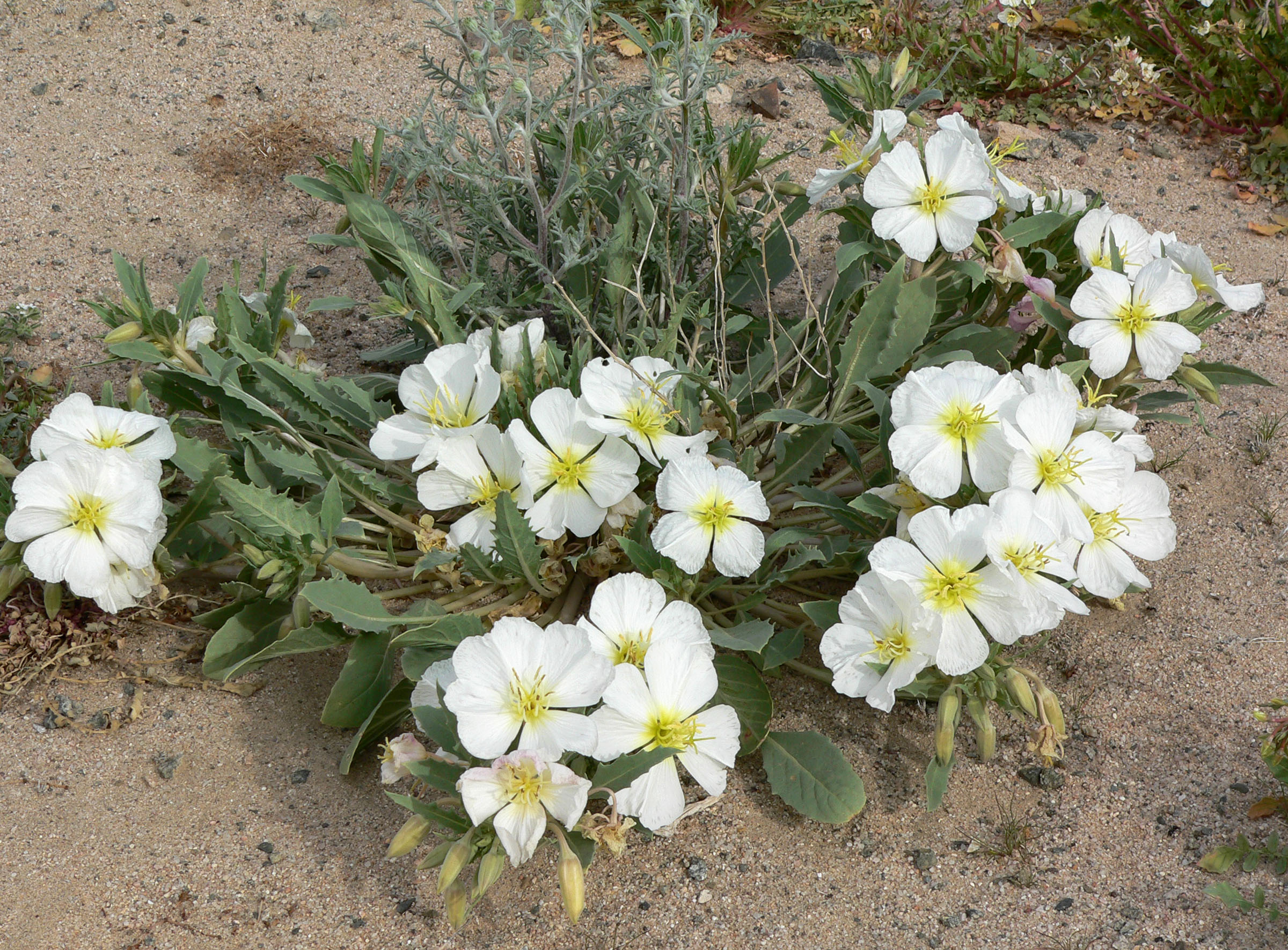
Oenothera deltoides subsp. deltoides

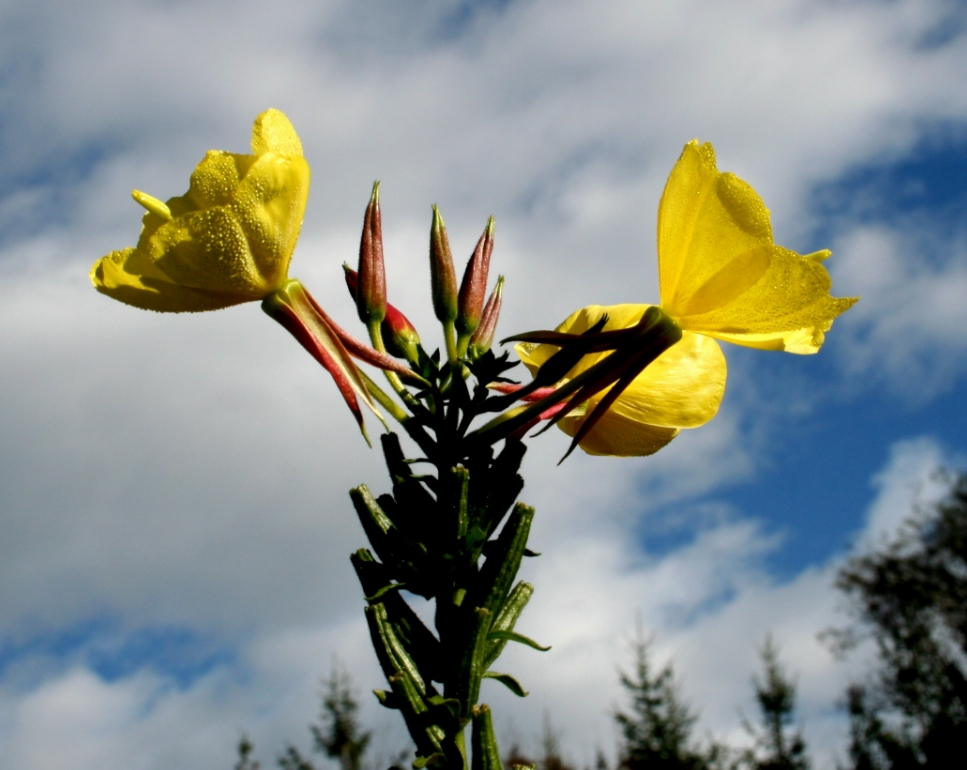
Oenothera glazioviana

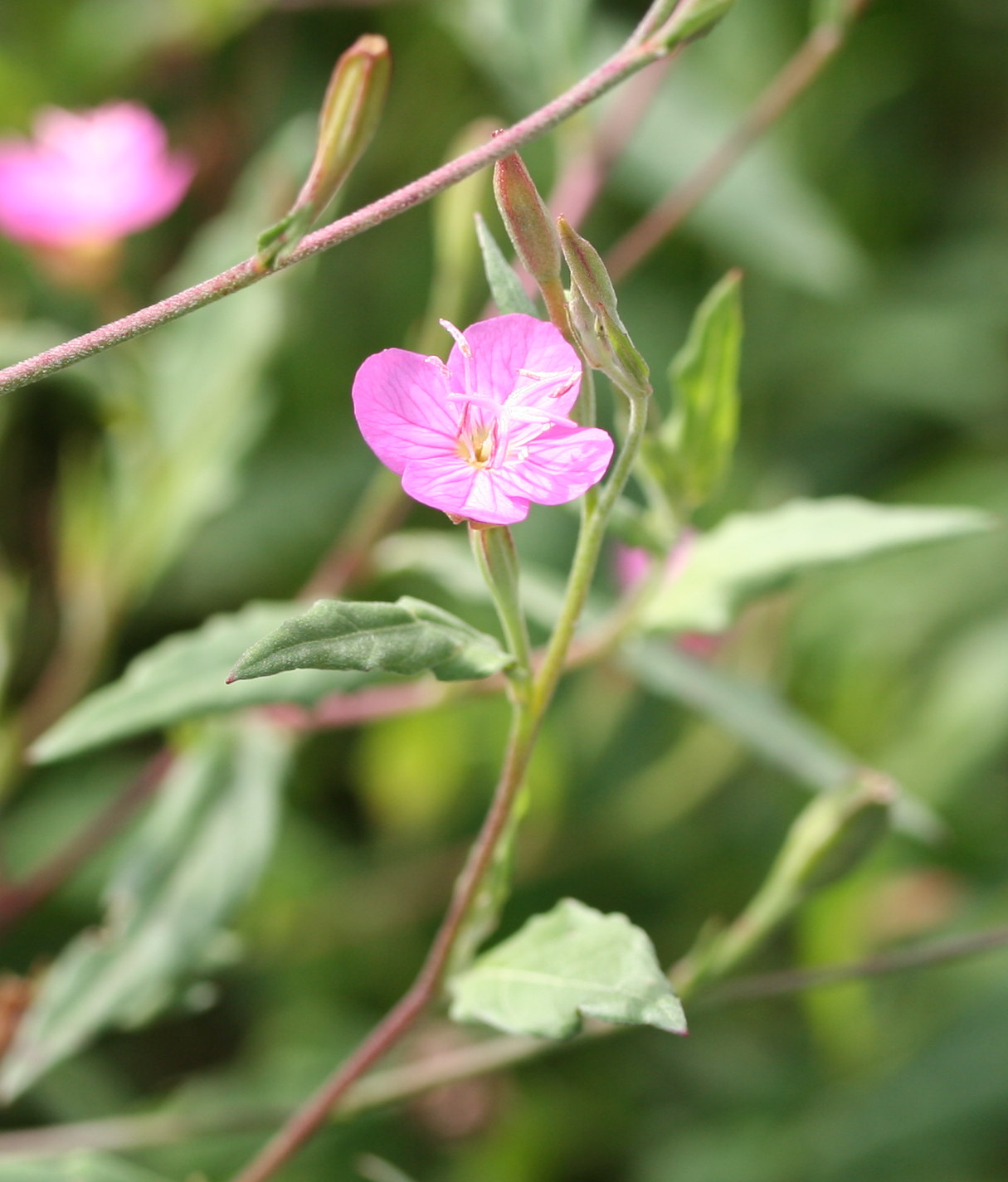
Oenothera rosea

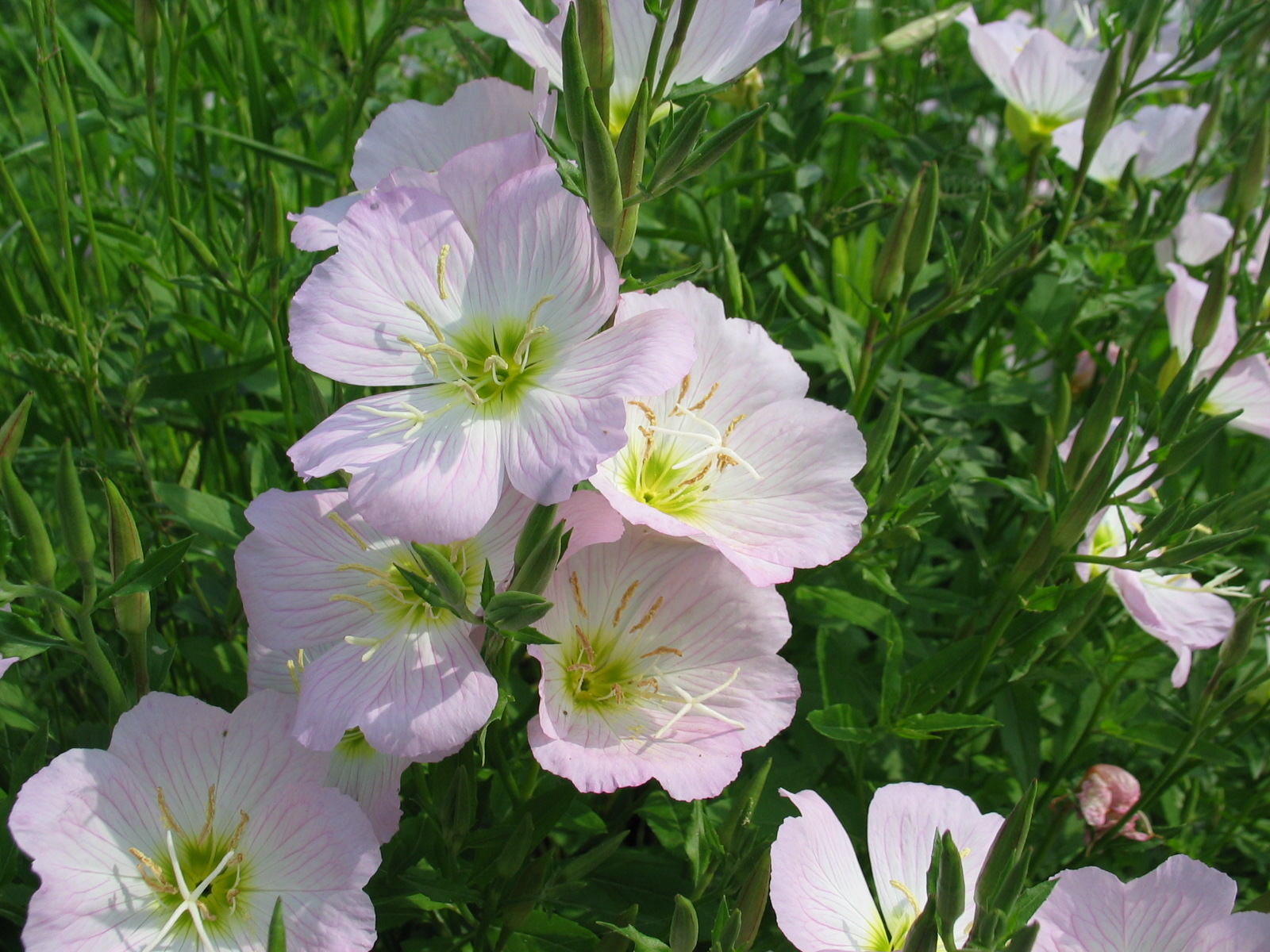
Oenothera speciosa

Еноте́ра (Oenothéra) — рід квіткових рослин родини онагрових (Onagraceae).
Це досить великий рід (понад 100 видів), що включає рослини досить різноманітного вигляду: трави та напівчагарники, гіллясті або не гіллясті, з простими, суцільнокраїми, зубчастими, лопатевими або перисто-розсіченими листками. Рослина відома як декоративна, виведено багато сортів з красивими квітами.

## Ботанічний опис
Квітки яскраві, жовті, білі, червоні або блакитні (іноді смугасті), розміщені у пазусі листків по одному, рідше по два або пучком. Чашечка з чотирма спаяними листками, з довгою чотиригранною трубочкою, віночок з чотирма пелюстками, тичинок 8; маточка з нижньою, чотиригніздою зав'яззю, із стовпчиком з чотирма приймочками.
Плід — коробочка.

## Поширення
Рід енотера, можливо, виник у Мексиці та Центральній Америці, та поширився далі на північ у Північну Америку та у Південну Америку. З появою міжнародних поїздок, види зараз можна знайти у більшості регіонах світу із помірним кліматом. У Європі налічується близько 70 інтродукованих видів.

## Цікаві факти
Oenothera drummondii може чути звуки. Так, при наближенні бджоли вміст цукру в нектарі збільшується на 20%.

## Види
Рід нараховує понад 145 видів. Деякі з них:
- Oenothera acuticarpa W.Dietr.
- Oenothera affinis Cambess.
- Oenothera albicaulis Fras.
- Oenothera × albipercurva Renner ex Hudziok
- Oenothera ammophila Focke
- Oenothera argillicola Mack.
- Oenothera arequipensis Munz. & I.M.Johnst.
- Oenothera bahia-blancae W.Dietr.
- Oenothera biennis L. типовий[6] — Енотера дворічна
- Oenothera brachycarpa A.Gray
- Oenothera californica (S.Watson) S.Watson
- Oenothera canescens Torr. in Frem.
- Oenothera catharinensis Cambess.
- Oenothera cespitosa Nutt.
- Oenothera clelandii W.Dietr., P.H.Raven & W.L.Wagner
- Oenothera coquimbensis Gay
- Oenothera coronopifolia Torr. & A.Gray
- Oenothera deltoides Torr. & Frém.
- Oenothera drummondii Hook.
- Oenothera elata H.B.K.
- Oenothera erythrosepala Borb.
- Oenothera featherstonei Munz & I.M.Johnst.
- Oenothera glazioviana Micheli ex Mart.
- Oenothera gracilis Fisch. & C.A.Mey.
- Oenothera grandiflora L'Hér. in Aiton
- Oenothera grandis (Britton) Rydb.
- Oenothera heterophylla Spach
- Oenothera hoelscheri Renner & Rostański
- Oenothera humifusa Nutt.
- Oenothera indecora Nutt.
- Oenothera jamesii Torr. & A.Gray
- Oenothera laciniata Hill
- Oenothera lindheimeri Engelm. & A.Gray
- Oenothera longissima Rydb.
- Oenothera longituba W.Dietr.
- Oenothera macrocarpa Nutt.
- Oenothera mendocinensis Hook. & Arn.
- Oenothera mexicana Spach
- Oenothera mollissima L.
- Oenothera montevidensis W.Dietr.
- Oenothera nana Griseb.
- Oenothera nuda Renner & Rostański
- Oenothera nutans G.F.Atk. & Bartlett
- Oenothera oakesiana (A.Gray) J.W.Robbins ex S.Watson
- Oenothera odorata Jacq.
- Oenothera pallida Lindl.
- Oenothera parodiana Munz
- Oenothera parviflora L.
- Oenothera pedunculifolia W.Dietr.
- Oenothera perangusta Gates
- Oenothera perennis L.
- Oenothera peruana W.Dietr.
- Oenothera primiveris A.Gray
- Oenothera pseudoelongata W.Dietr.
- Oenothera pseudolongiflora W.Dietr.
- Oenothera pubescens Willd. ex Spreng.
- Oenothera punae Kuntze
- Oenothera recurva W.Dietr.
- Oenothera renneri H.Scholz
- Oenothera rhombipetala Torr. & A.Gray
- Oenothera rosea L'Her. ex Aiton
- Oenothera rubida Rusby
- Oenothera rubricaulis Klebahn
- Oenothera salicifolia Desf. ex D.Don f.
- Oenothera sandiana Hassk.
- Oenothera santarii W.Dietr.
- Oenothera scabra K.Krause
- Oenothera speciosa Nutt.
- Oenothera stricta Ledeb. ex Link
- Oenothera strigosa (Rydb.) Mackenzie & Bush
- Oenothera suaveolens Desf. ex Pers.
- Oenothera tarijensis W.Dietr.
- Oenothera tetragona Roth
- Oenothera tetraptera Cav.
- Oenothera triloba Nutt.
- Oenothera tucumanensis W.Dietr.
- Oenothera versicolor Lehm.
- Oenothera villaricae W.Dietr.
- Oenothera villosa Thunb.
- Oenothera wolfii (Munz) P.H.Raven, W.Dietr. & Stubblef.